# Hautei
Hautei ist eine osttimoresische Aldeia im Suco Manelobas (Verwaltungsamt Maubisse, Gemeinde Ainaro). 2015 lebten in der Aldeia 253 Menschen.

## Geographie und Einrichtungen
Hautei liegt im Nordosten des Sucos Manelobas. Westlich befindet sich die Aldeia Cotomata und südlich die Aldeia Hautilo. Im Norden grenzt Hautilo an den Suco Maulau und im Osten an das Verwaltungsamt Turiscai (Gemeinde Manufahi) mit seinen Sucos Manumera und Aitemua. Die Besiedlung besteht  aus einzeln und in kleinen Gruppen stehenden Häusern. Die wichtigste Straße folgt grob der West- und der Nordgrenze Hauteis. An ihr liegt auch im Nordosten der Friedhof Hautei.